# 6-та армія (США)
6-та а́рмія США (англ. Sixth United States Army) — військове об'єднання армії США, польова армія Збройних сил США часів Другої світової війни. Сьогодення — Польова армія «Південь» у складі Південного Командування Збройних сил США.